# ژنرال آلکازار

ژنرال آلکازار

ژنرال آلکازار یکی از شخصیتهای تخیلی پدیدآمده توسط هرژه و از ژنرال‌های آمریکای لاتین در مجموعه داستان‌های ماجراهای تن‌تن و میلو است که همیشه درگیر مبارزات قدرت و کودتاهای متعدد در سن تئودوروس، کشور خود، می‌باشد. رقیب اصلی او در این زمینه ژنرال تاپیوکا است که قدرت دائماً بین این دو دست به دست می‌شود. ژنرال آلکازار برای اولین بار در داستان گوش شکسته وارد سری ماجراهای تن‌تن و میلو شد.